# Lista de marechais das Forças Armadas Portuguesas
Segue-se a lista dos titulares das patentes de marechal-general, de marechal do Exército e de marechal da Força Aérea nas Forças Armadas Portuguesas. A seguir aos titulares da patente, está indicado o ano em que a receberam.

## Marechais-generais
1. Frederico Guilherme Ernesto, conde reinante de Schaumbourg-Lippe - 1762
2. D. José António Francisco Lobo da Silveira, marquês de Alvito - 1768
3. João Carlos de Bragança, duque de Lafões - 1791
4. Artur Wellesley, duque de Wellington - 1809
5. Guilherme Carr Beresford, conde de Campo Maior - 1816
6. D. Nuno Caetano Álvares Pereira de Melo, duque do Cadaval - 1832
7. Luís Augusto Vitor, conde de Bourmont - 1833
8. D. Augusto, Príncipe consorte de Portugal - 1835
9. D. Fernando II, Rei consorte de Portugal - 1836
10. D. Pedro V, Rei de Portugal - 1855
11. D. Luís I, Rei de Portugal - 1861
12. D. Carlos I, Rei de Portugal - 1889
13. D. Manuel II, Rei de Portugal - 1908

## Marechais do Exército
1. D. José António Francisco Lobo da Silveira, marquês de Alvito - 1762
2. Cristiano Augusto, Príncipe de Waldeck e Pyrmont - 1792
3. Carlos Alexandre, conde de Goltz - 1800
4. Carlos José Jacinto du Houx, marquês de Viomènil - 1801
5. Guilherme Carr Beresford, conde de Campo Maior - 1809
6. António Teixeira Rebelo - 1812
7. Carlos Frederico Bernardo de Caula, 1º Visconde de Elvas - 1833
8. Manuel Pamplona Carneiro Rangel, visconde de Beire - 1833
9. João Baptista, barão de Soulignac - 1833
10. D. António José Severim de Noronha, duque da Terceira - 1833
11. D. João Carlos de Saldanha Oliveira e Daun, duque de Saldanha - 1833
12. Carlos Maria de Caula, 2º Visconde de Elvas - 1865
13. António Vicente de Queirós, conde da Ponte de Santa Maria - 1860
14. Manuel de Oliveira Gomes da Costa - 1926
15. António Óscar de Fragoso Carmona - 1947
16. António Sebastião Ribeiro de Spínola - 1981
17. Francisco da Costa Gomes - 1982

## Marechais da Força Aérea
1. Francisco Higino Craveiro Lopes - 1958
2. Humberto da Silva Delgado - 1990 (a título póstumo)

## Referência
SOBRAL, José J. X., Marechais portugueses, Audaces, 2008